# Friedrich-Ebert-Brücke (Aschaffenburg)
Die Friedrich-Ebert-Brücke ist eine Straßenbrücke in Aschaffenburg, die den Main 85,85 km oberhalb seiner Mündung quert.
Auf ihr verlaufen die Bundesstraße 26 und die Aschaffenburger Ringstraße mit vier Fahrstreifen und beidseitigem Fuß- und Radweg.
Sie verbindet die Stadtteile Leider und Stadtmitte/Innenstadt.
Sie ist nach dem ersten Reichspräsidenten der Weimarer Republik, Friedrich Ebert, benannt.
Die Querung besteht aus zwei direkt nebeneinander liegenden Brückenbauwerken.
Die Brücken sind je ca. 15 m breit (gemeinsam ca. 30 m) und 310 m lang, mit gleichen Stützweiten von je 85, 138 und 87 m.
Nachts wechselt die Fahrbahnbeleuchtung der Brücke die Lichtfarbe.
Zwei weitere Straßenbrücken queren in Aschaffenburg den Main: Konrad-Adenauer-Brücke und Willigisbrücke.

## Östliche Brücke
Die stromaufwärts gelegene Brücke wurde 1969 errichtet.
Bis zur Fertigstellung der zweiten Brücke trug sie beide Fahrtrichtungen.
Heute führt sie zwei Fahrstreifen in Fahrtrichtung Stadtmitte/Innenstadt.

## Westliche Brücke
Die stromabwärts gelegene Brücke kam 2008 hinzu und trägt die zwei Fahrstreifen in Richtung Leider.
Errichtet wurde sie als Stahlverbundbauwerk mit geschlossenem Kastenquerschnitt.
Die Gesamtkosten wurden mit ca. 14,5 Mio. Euro veranschlagt.